# 天道盟華北會
天道盟華北會，是臺灣三大犯罪組織之一的天道盟旗下的分會，並屬於天鷹會。

## 簡介
華北會；活動範圍在北部，以台北市中山區一帶為主；「黃少華」在天道盟天鷹會的輩分為「二哥」。

### 高層幹部
- 會長：黃少華（綽號「北少華」）